# Edmund Abesser
Edmund Alexander Abesser (* 13. Januar 1839 [abweichend 1837] in Marktgölitz; † 15. Juli 1889 in Wien) war ein deutscher Musiker, Musikpädagoge, Komponist und Pianist.

## Leben
Edmund Abesser erhielt seinen ersten Musikunterricht bei seinem Vater, dem Lehrer Friedrich Abesser. Dieser unterrichtete ihn auf dem Klavier, an der Orgel und in Harmonielehre. Zu seiner Aufnahmeprüfung am Konservatorium legte Edmund schon 60 Kompositionen vor. Er studierte vom 4. Oktober 1854 bis zum 29. September 1857 am Leipziger Konservatorium. Seine Klavierlehrer waren Ignaz Moscheles und Louis Plaidy. Seine Lehrer in Musiktheorie waren Ernst Friedrich Richter und Moritz Hauptmann. Er erhielt 1856 ein Stipendium für unbemittelte, fleißige und begabte Schüler und Schülerinnen. Nach seinem Studium wurde er Hofpianist in Meiningen. Er lebte die meiste Zeit seines Lebens in Meiningen und Leipzig. In Leipzig wirkte er als Salonpianist, Komponist und Klavierlehrer. In den 1870ern unterrichtete er an der Akademie für Tonkunst in Leipzig. Unter seinen Schüler war der Sänger, Komponist und Musiklehrer Eugen Lindner (* 11. Dezember 1858; † 12. November 1915), der ab 1913 am Leipziger Konservatorium unterrichtete.
Der deutsche Kaiser ließ Abesser in Leipzig in Anerkennung seines op. 162 Biblische Bilder ein sehr huldvolles und anerkennendes Geheimes Cabinetschreiben überreichen. 1877 ließ Ernst II., der Herzog von Sachsen-Coburg und Gotha, ihm einen Brilliantring überreichen und ihm bezüglich seiner Compositionen seine Anerkennung aussprechen.

## Werke (Auswahl)
Edmund Abesser war als Komponist von Salonmusik im 19. Jahrhundert sehr beliebt. Er schrieb vor allem Klaviermusik.

### Werke mit Opuszahl
- op. 1 Scherzo für Klavier; 1858 verlegt bei Eduard Bote & Gustav Bock in Berlin.[10][11] OCLC 1302190705 OCLC 634103010In der Neuen Berliner Musikzeitung vom 23. Juni 1860 wurde das Werk rezensiert. Das Werk sei nicht bloß als op. 1 beachtenswert. Der Rezensent hält es für das Bedeutendste unter solchen Erstlingswerken sowohl in Bezug auf Erfindung und Charakter als was die technische Ausführung anlangt. Der Seitensatz sei zugleich anmutig und witzig. Und er schließt damit, dass man die Phrase von der Berechtigung zu großen Hoffnungen wieder mit Fug und Recht annehmen könne.[12]
- op. 4 Im Traum; Tongemälde; Langensalza; Schulbuchhandlung[13]
- op. 5 Frühlingspolka[14]
- op. 12 Erholungsstunden am Pianoforte; Leipzig, Merseburger. Eine Sammlung leichter Tänze für kleine Hände mit Fingersatz; Leipzig, Merseburger. Die Neue Zeitschrift für Musik aus Leipzig schreibt in ihrer Ausgabe vom 20. Januar 1865: Wir rechnen diese zu den Kinderstücken, welche mit freundlich-kindlichem Inhalt zu dem Kinde herabsteigen sollen, wozu hier die Tanzformen Polonaise, Walzer, Mazurka, Polka und Galopp vom Componisten verwendet worden sind. Wenn nun in solchen Tänzen die Melodie mit höchst einfacher Harmonie nur die Aufgabe hat, dem Ohre zu schmeicheln, so müßten die vorliegenden Tänze wenigstens ein modernerers Gewand haben, was keineswegs besonders bei dem Walzer der Fall ist. Sie gehören im Gegentheil ihrer Setzweise nach einer entschwundenen Zeit an. Eine zu dürftige Fantasie darf sich auch in solchen kleinen Tänzen (musikalischen Bonbons) nicht zeigen.[15]
- op. 14 Tyroler-Klänge, Charakterstück für Klavier; Altenbeurg, Gerstenberger[16][17][Digitalisat 1] OCLC 1309876613
- op. 19 Scherzo – Etüde für Pianoforte, Merseburger, Leipzig[18] OCLC 1302190698
- op. 20 Drei Stücke für Pianoforte; Leipzig, Merseburger. I Jägerlied II Durch die Nacht III Waldbümchen[18] OCLC 1303899254
- op. 22 Serenade
- op. 23 Sonatine C-Dur, Merseburger, Leipzig[18][Digitalisat 2] OCLC 165529876
- op. 24 Frühlingsstimmen; Drei Tanzpiècen, Merseburger, Leipzig OCLC 1302566371[18] I  Vögleins Erwachen II Schneeglöckchen III Erster Schmetterling
- op.25 Großer Militär-Festmarsch für Klavier, König Wilhelm I. von Preußen gewidmet, verlegt bei Fr. Bartholomäus in Erfurt. OCLC 634102507 OCLC 1302744099Die Neue Zeitschrift für Musik aus Leipzig schreibt in ihrer Ausgabe vom 25. Oktober 1861 über das Werk: Ein kräftiges Tonstück von festlichem, nicht gewöhnlichem Ausdruck. Von voller Militairmusik mag dieser „Festmarsch“, S. M. dem Könige von Preußen, von imponierender Wirkung sein. Der Anfang erinnert an Mendelssohn’s „Hochzeitsmarsch“.[19]
- op. 26 Perlen Opernmelodien und Volkslieder für Pianoforte. Nr. 2 Impromptu in f- moll, Allegro vivace, Franz Liszt gewidmet RISM ID: 464140110 OCLC 165529867[Digitalisat 3]
- op. 27 2ter großer Militär-Festmarsch, Leipzig, Stoll[20]
- op. 29 Zur Aufmunterung, instructive, gefällige und leichte Fantasien über beliebte Opernmelodien und Volkslieder für Piano, verlegt bei Klemm in Leipzig. I Otto Nicolai Die lusitigen Weiber II Böhmisches Volkslied III Francois Auber Die Stumme und Fra Diavolo[21] VI Die Regimentstochter
- op. 30 Musikalischer Jugendfreund, eine Reihe leichter Tonstücke für Klavier zu vier Händen; Altenburg, Gerstenberger[22][23]
- op. 38 Polonaise concertant, C. W. B. Naumburg, Leipzig[24] OCLC 1302744575
- op. 40 Sehnsuchtsklänge, Salonstück,  Boessenecker, Regensburg OCLC 165529873
- op. 42 Deingedenken, Klavierstück;  C. F. Kahnt, Leipzig OCLC 1302745276[25]
- op. 43 Vergiss mein nicht! Salonstück für Klavier; Leipzig, Naumburg[25][26] OCLC 1302753977
- op. 45  La Farfaletta, Grand Galop brillant  für Klavier zu vier Händen,  C. W. B. Naumburg, Leipzig OCLC 1302755548
- op. 47 Hommage à Liszt, Impromptu für Klavier, C. W. B. Naumburg, Leipzig OCLC 1302756159
- op. 49  Mazurka Rêverie für Klavier, A. G. Lichtenberger, Leipzig OCLC 1302756869
- op. 51 Tirolers Abschied, Polka Mazurka für zwei Zithern. Für Klavier OCLC 1302115166
- op. 52 Kinderball, Sammlung leichter Tänze; Leipzig, Lichtenberger[27]
- op. 52 2 Klavierstücke in Tanzform; Leipzig, Stoll. I Rösleins Erwachen II Erstes Veilchen[25]
- op. 58  Liebeslied für Klavier, Lichtenberger, Leipzig OCLC 1302757014
- op. 60 La Coquette, Mazurka de Salon, Lichtenberger, Leipzig OCLC 1302757273[28]
- op. 70 Fantasie über Motive aus Die Schöne Helena von Jacques Offenbach, Bote und Bock, Berlin OCLC 803807460 OCLC 1302757157[29]
- op. 72 Musikalische Blumenlese; Salonstücke, Leipzig, Lichtenberger[28]
- op. 82 Wenn ich in deine Augen seh’, Melodie für Piano, Schmidt, Leipzig OCLC 699937363 Blumenspende Nr. 4 OCLC 699937363
- op.109 Nr.1 Scherzo Etude. In: Musikalische Gartenlaube Band 6, Leipzig, 1873
- op. 110 Zu ihrem Herzen, M. Jakubowski, Königsberg OCLC 1302757401 Arabeske. In: Musikalische Gartenlaube Band 8, Leipzig, 1873 OCLC 1027007436
- op. 119 Blaffsed-Mazurka fantastique, Litolff, Braunschweig, 1873 OCLC 1302954732 OCLC 1302968929[30]
- op. 129 Dunkle Augen, Salonstück für Klavier, Litolff, Braunschweig, 1873 OCLC 1302968522 OCLC 1302968915 [31]
- op. 137  Du nur allein, Salonstück für Klavier, Litolff, Braunschweig, 1873 OCLC 1302968532 OCLC 1302954689
- op.139 Der Tyrolerin Geständnis, Salonstück für Pianoforte, Theodor Reiche gewidmet,  Henry Litolff, Braunschweig, 1875 OCLC 864870259
- op. 141 Amaranth, Melodie für Pianoforte, André, Offenbach OCLC 1309877127 Litolff, Braunschweig OCLC 1302952331
- op. 142 Zum Abschied, Charakterstück für Klavier[32]
- op. 147 Charakteristische Tonstücke für Pianoforte zu 4 Händen I Jagdstück  OCLC 1303899254 II Letztes Wort OCLC 1309876721 III Monte Christo  OCLC 1309876756 IV Unterm Fenster, Nocturne OCLC 1309876612
- op. 162 Biblische Bilder. Melodien nach Episoden aus der heiligen Schrift für das Pianoforte OCLC 1302865557 I Christus im Tempel OCLC 1043871025 II Jesus und die Samariterin OCLC 1043901337 III Auf Golgatha IV Josef V Tobias  OCLC 1043855374 VI Prophetin der letzten Zeit OCLC 1043855585, verlegt bei Hermann Beyer & Söhne in Langensalza. Der deutsche Kaiser ließ Abesser in Leipzig in Anerkennung des op. 162 ein sehr huldvolles und anerkennendes Geheimes Cabinetschreiben überreichen.[8]
- op. 181 Nr. 1 Waldbümchen Nr. 3 Nocturne[Digitalisat 4] Nr. 4 Am achten Mai, Albumblatt, Litolff, Braunschweig, 1880 OCLC 1309876870 OCLC 1302954640
- op. 182 Mädchens Traum, Salonstück[33]
- op. 183 Zwei Klavierstücke OCLC 165529879 I Das Glöckchen II Ständchen[17]  Sérénade pour piano. op. 183. No. 1 OCLC 497022551
- op. 184 Nr. 1 Liebesgrüße, in Album für Klavierspieler Heft 11, August Prinz, Hamburg, 1875 OCLC 1009870622 E. Rehder, Hamburg OCLC 497022536 Nr. 2 Zwiegespräch, Salonstück für Klavier
- op. 186 Augen-Sprache, Klavierstück,  A. G. Lichtenberger, Leipzig OCLC 1302911832
- op. 187 Herzblättchen, Tyrolienne für Pianoforte[34][35]
- op. 188 Ich denke Dein, Romanze für Pianoforte[36]
- op. 189 Zwei Klavierstücke I Alpenblümchen II Wilde Rose[37]
- op. 191 Bilder aus der Kinderwelt, eine Reihe leichter, melodischer zur Befestigung des Taktgefühls und Erweckung des musikalischen Vortrags zum Beigebrauch für jede Elementarschule.[35]
- op. 192 Liebesständchen mit Gitarre, Klavierstück; Offenbach, André[38][39][Digitalisat 5]
- op. 194 Zwei Klavierstücke I Tirolers Heimkehr II Auf der Alm[40]
- op. 207 Liebes-Betheuerung, Klavierstück, 1876 OCLC 1302902790
- op. 209 Zitherklänge Tyrolienne; Offenbach, André, 1876[39] OCLC 1302901737
- op. 210 Lieblingsblumen I Amaranth II Lilie[39] OCLC 1309877148
- op. 212 Tyroler Stückchen für Pianoforte, Lichtenberger, Leipzig OCLC 1302897385 OCLC 497022559
- op. 218 Zwei Klavierstücke, Lichtenberger, Leipzig OCLC 642714786 I Romanesca für Klavier, Lichtenberger, Leipzig, 1883 OCLC 1309877217 OCLC 165426057
- op. 221 Zigeunerweise, Klavierstück, 1878 OCLC 1302882378
- op. 227 Tyroler im fremden Land, Melodie für Klavier OCLC 1302882104
- op. 241 Leipziger-Fest- und Jubel-Marsch zum 5ten September 1876, verlegt im Selbstverlag in Leipzig OCLC 316222601
- op. 250 Liebessehnen, Melodie, M. Bahn, Berlin OCLC 1302882039
- op. 259 Lied ohne Worte für Klavier OCLC 1302870721
- op. 260  Unter ihrem Fenster, Nocturne für Klavier, 1878 OCLC 1311488499
- op. 262 Kriegers Traum um Mitternacht, Phantasiestück für Pianoforte, 1879 OCLC 1311488318
- op. 264 Aufruf der Bulgaren, Marsch, 1877 OCLC 1311488478 auch op. 264 Zigeunerreigen, charakteristisches Tonstück

- op. 265 Wiegenlied[41]
- op. 269. Charakteristische Tonbilder; Litolff 1879; I Maurisches Ständchen II Aufruf der Bulgaren III Kabbalistische Legende IV Tröstung, Charakterstück, 1878 OCLC 1311495011V Mädchens Klage an den fernen Geliebten OCLC 1319823478 VI Hartes Herz, Mazurka OCLC 1311494969[Digitalisat 6][42] VII Ob er mich liebt ? - Er liebt mch! OCLC 1319823920 VIII Klänge durch die Nacht
- op. 270 Militairische Scene
- op. 271 Erstes Begegnen, Polonaise für Klavier,  H. Litolff, Braunschweig OCLC 1311495273 1878 OCLC 1311495326
  - auch op. 271 Kabbalistische Legende, Charakteristisches Tonstück
- op. 272  Rote Rose, Melodie OCLC 1311495296
- op. 273  Süsses Deingedenken, 1878 OCLC 1311964847
- op. 274 In die Ferne, Melodie für Klavier. Die Blumen im Thal grüsse tausend mal, 1878 OCLC 1311964915
- op. 276 Bunte Reihe, Sammlung leichter melodischer Tonbilder I An die Entfernte, Lied ohne Worte III  Der Geliebten Warnung IV Zigeuner-Reigen, charakteristisches Tonstück für Klavier, 1874 OCLC 1311964514VI  Frühlings-Empfindungen OCLC 1319823724
- op. 296 Träumende Blume, Melodie für Pianoforte, Heinrichshofen, Magdeburg OCLC 1311964801
- op. 301 Nr. 1 Im Rosenduft, Melodie, 1879 OCLC 1311965067
- op. 307 Grande Valse brillante in Des-Dur, H. Litolff, Braunschweig, 1880 OCLC 1311965162 OCLC 1311965185
- op. 309 Nr. 1 Dorfschätzchen, Melodie; Nr.2 Ewig Dein, Melodie, 1880 OCLC 1319829445
- op. 317 Liebliches Veilchen, Klavierstück OCLC 1311965296
- op. 321 Die schöne Träumerin, Mazurka-Caprice OCLC 1311965026
- op. 331 Wer sagt es ihr ?, Melodie, 1880 OCLC 1311965150
- op. 339 An die Ersehnte, Melodie, Litolff, Braunschweig OCLC 1311965397
- op. 343 Gruß an Thüringen für Klavier, H. Litolff, Braunschweig OCLC 1311965312
- op. 344 Weisst Du noch?, Mazurka. Do you remember? Mazurka, bearbeitet von John Theophil[Digitalisat 7]
- op. 346 Nr. 2 Nordische Blume, Melodie Nr.3 Trinklied
- op. 349 Nr. 1 Schilflieder
- op. 351 Nr. 1 Der Frühling kommt nun wieder, Lied ohne Worte
- op. 352 Frühlingsträume, vier Salonstücke für Klavier, Nr.1 Der Traum der roten Rose. Nr. 2 Stern der Nacht Nr. 3 Veilchen im Grass versteckt OCLC 1327690942Nr. 4 Weisse Rose, Oertel, Hannover OCLC 1327684825
- op. 367 Abschiedsgrüsse, Klavierstück, Litolff, Braunschweig OCLC 1315745262
- op. 373 Schwester Hedwig, Klosterscene für Pianoforte OCLC 1319823513
- op. 374 Blumen-Fee für Klavier, R. Forberg, Leipzig OCLC 1319829427
- op. 377 Mimili, Melodie für Klavier, R. Forberg, Leipzig OCLC 1315744549
- op. 378 Trinklied für Klavier, R. Forberg, Leipzig OCLC 1319829405
- op. 379  Schäferstückchen, Une Pastorale, R. Forberg, Leipzig OCLC 1319829531
- op. 380 Im Mondenschein, Lyrisches Tonstück für Klavier OCLC 1315745096
- op. 381 Im grünen Wald, Charakterstück, Tonbild
- op. 389. Prinzessin Ilse. eine Märchenouvertüre für Klavier zu vier Händen, verlegt bei Hermann Beyer, 1883 OCLC 1043864795
- op. 390 Nr. Nocturne As-Dur für Klavier
- op. 394 Nr. 1 Müllers Liebchen, Nr. 8  Vorbei, Melodie, 1887 OCLC 1315745605
- op. 402  Schäfers Abendlied, Idylle für Klavier,  Rühle, Leipzig OCLC 1315745733
- op. 446 Jubelmarsch für Klavier, 1887 OCLC 1315745883
- op. 451 Nr. 1  Zigeuner-Klänge, Nr. 2 Trinklied für Klavier, 1887 OCLC 1319829492
- op. 457 Nr. 2 Hena's Lied An den Mond, Druiden-Gesang für Klavier, 1889 OCLC 1316787420
- op. 459 Syrenen, Salonstück für Klavier, Lichtenberger, Leipzig OCLC 1316786515
- op. 460 Dich soll ich meiden, Dich nicht mehr sehen?,  Lichtenberger, Leipzig OCLC 1316787519
- op. 461 Spanischer Tanz für Klavier, Lichtenberger, Leipzig OCLC 1316787595
- op. 462 Träumerei in der Einsamkeit, Lichtenberger, Leipzig OCLC 1316787397
- op. 470 Nr. 1 Tyroler's Heimweh, Lichtenberger, Leipzig OCLC 1327835834 Nr. 2 Tyroler's Heimkehr, Lichtenberger, Leipzig OCLC 1327837770
- op. 471 Drei Worte einer Jungfrau, Melodie für Pianoforte, Lichtenberger, Leipzig OCLC 1311496913
- op. 472  Mädchen-Träume, Melodie, Lichtenberger, Leipzig  OCLC 1311495560
- op. 473  O komm zu mir, wenn durch die Nacht leuchtet der Sterne Heer,  Lichtenberger, Leipzig OCLC 1311495705
- op. 478  Traum der Alpnerin, Salonstück für Klavier, Rühle, Leipzig OCLC 1311495680

### Werke ohne Opuszahl
- Aus dem Album eines Einsamen,  H. Beyer & Söhne, Langensalza I Vergissmeinnicht aus alter Zeit OCLC 1327619389 II Ihr Bild OCLC 1327621594 III Ich hab im Traume geweinet OCLC 1327620960 IV  Ihr Lied OCLC 1327618447
- Bunte Reihe Nr. 1–6, Litolff, Braunschweig OCLC 1327610255
- Characteristische Tonbilder für Klavier Nr. 1–8,  H. Litolff, Braunschweig OCLC 1327575196
- Characteristische Tonstücke für Pianoforte zu vier Händen, 1877 OCLC 497022518
- Clara-Mazurka,  P. J. Tonger, Köln OCLC 1309874466
- Dorfschätzchen. Melodie No 1, Litolff, Braunschweig OCLC 1327614620
- Durch grünende Felder, Tonger, Köln OCLC 1303907587
- Edelweiss-Tyrolienne, Tonger, Köln OCLC 1309874594
- Eine Perle nenn' ich mein!, Caprice elegante sur un Motif de H. Esser, Andante in Des-Dur, Abesser komponierte das Werk im dreizehnten Lebensjahr. RISM ID: 450105680
- Einsame Blumen, Tonger, Köln OCLC 1303907574
- Erinnerung an Tyrol,  Lichtenberger, Leipzig OCLC 1309877232
- Feldblümchen für Klavier, 1879 OCLC 1302161900
- Festpolonaise d-moll für Klavier. In: Musikalische Gartenlaube Band 3, Leipzig, 1872 OCLC 1027007436
- Frühlingsblüten, vier leichte heitere Tonbilder für Klavier zu 4 Händen. ohne Octaven und mit Bezeichnung des Fingersatzes, Tonger, Köln, um 1890 OCLC 165529863  Edition Tonger 1890; I Lied des Hirten II Jagdstück III Durch grünende Felder IV Einsame Blume[Digitalisat 8]
- Grüne Blätter und bunte Blüten, H. Beyer & Söhne, Langensalza I  Lotosblume OCLC 1327824465 II Bächlein im Thale OCLC 1327824815 III Anna, Mazurka OCLC 1327824884 IV  Mai-Nacht-Träumerei OCLC 1327824845 V  Im fernen Land OCLC 1327824909 VI  Louise OCLC 1327824735 VII Johannis Rose OCLC 1327827711 VIII Beim Gondeln OCLC 1327824844
- Hulda-Galopp, Tonger, Köln OCLC 1309874602
- Ich und Du,  F. I. Wettel, Temesvar OCLC 1327624584
- Jägerzug, Tonger, Köln OCLC 1309876557
- Kinderfest, zehn leichte Original Tänze für. Klavier ohne Octavenspannungen mit Bezeichnung des Fingers, zur Befestigung des Taktgefühls, P. J. Tonger, Köln OCLC 1302161905
- Klänge durch die Nacht für Klavier, 1880 OCLC 1302170975
- Lach-Polka,  P. J. Tonger, Köln OCLC 1309874654
- Liebes-Ständchen mit Guitarre. Klavierstück, 1876 OCLC 497022543
- Die liebliche Fee, Märchenoper 1867/68[4][43][44]
- Lieblings-Blumen. zwei Klavierstücke, 1876 OCLC 497022546
- Lied aus der Oper Die Rose von Bacharach für Singstimme und Klavier. In: Musikalische Gartenlaube Band 1, Leipzig, 187 OCLC 1027004021
- Die Meistersinger von Nürnberg von Richard Wagner, Fantasie für Klavier,  F.E.C. Leuckart, Leipzig OCLC 1302171553Romanesca für Klavier, Lichtenberger, Leipzig OCLC 1309877217
- Nocturne Nr. 1 in Es-Dur, Andante poco sostenuto. Abesser komponierte das Werk im dreizehnten Lebensjahr. RISM ID: 450105681
- Rosen-Walzer, P. J. Tonger OCLC 1309874640
- Trauermarsch c-moll für Klavier. In: Musikalische Gartenlaube Band 4, Leipzig, 1873
- Klavierstück im Walzertakt, In: Musikalische Gartenlaube Band 7, Leipzig, 1873
- Polonaise Beilage in der Neuen Musikzeitung; Stuttgart, Leipzig Carl Grüninger, 1888[Digitalisat 9]
- Sommernacht-Ständchen Beilage in der Neuen Musikzeitung; Stuttgart, Leipzig Carl Grüninger, 1888[Digitalisat 10]
- Souvenir à Beethoven, Fantasie für Klavier in f-moll, Abesser komponierte das Werk im dreizehnten Lebensjahr. RISM ID: 450105681 (Digitalisat der Landesbibliothek Coburg)
- Stern der Nacht  für Klavier,  Oertel, Hannover OCLC 1327684227
- Die stille Wasserrose für Gesang und Klavier, Andantino in As-Dur, Text: Emanuel Geibel, OCLC 706990852 Abesser komponierte das Lied 14. Lebensjahr. RISM ID: 450105683
- Tanz der Landmädchen für Klavier, Tonger, Köln OCLC 1309876613
- Träumerei Mazurka OCLC 1302175259
- Traum der rothen Rose,  Oertel, Hannover OCLC 1327684172
- Tyrolienne bearbeitet von John Theophil[Digitalisat 11]
- Ungarischer Marsch, 1899 OCLC 1302171022
- Variations brillantes sur un theme de F. Abesser in E-Dur OCLC 706991161 Abesser komponierte das Werk im dreizehnten Lebensjahr. RISM ID: 450105681
- Victoria-Polonaise,  Tonger, Köln OCLC 1309874483
- Zigeuner am Feuer, Tonger, Köln OCLC 1309876558
- Zwiegespräch, A. Prinz, Hamburg OCLC 1309877159

## Rezeption
Rezension in der Neuen Zeitschrift für Musik vom 20. Januar 1865: Über die anderen Werkchen Abessers lässt sich ebenfalls nicht viel Erquickliches sagen; überall bewegt sich der Komponist auf der stark betretenen Heerstrasse. Die Sonatine ist eine Erinnerung an eine verflossene Zeit. Wenn man in einem op. 24 sich noch mit geborgtem behilft, so ist wohl zu vermuten, daß keine eigene Phantasie vorhanden ist.

## Digitalisate
1. ↑  Tyroler Klänge op.14 bei IMSLP
2. ↑  Sonatine op. 23  als Digitalisat im Münchener Digitalisierungszentrum der Bayerischen Staatsbibliothek
3. ↑  Impromptu op. 26 Nr. 2 Digitalisat einer Schriftprobe in der digitalen Sammlung der Staatsbibliothek zu Berlin
4. ↑  Nocturne op. 181 Nr. 3 Abdruck in Musik for de Gusind hiem. Digitalisat bei Furman University Libraries (englisch)
5. ↑  Liebesständchen op. 192 Digitalisat bei IMSLP
6. ↑  Hartes Herz, Mazurka op. 269 Nr. 6 PDF-Datei im IMSLP
7. ↑  Do you remember? Mazurka (Weißt du noch? Mazurka) bearbeitet von John Theophil. Digitalisat bei der Library of Congress
8. ↑  Frühlingsblüten für Klavier zu vier Händen Digitalisate im IMSLP
9. ↑  Polonaise Beilage in der Neuen Musikzeitung; Stuttgart, Leipzig Carl Grüninger, 1888. Digitalisat im IMSLP
10. ↑  Sommernacht-Ständchen Beilage in der Neuen Musikzeitung; Stuttgart, Leipzig Carl Grüninger, 1888. Digitalisat im IMSLP
11. ↑  Tyrolienne Digitalisat bei der Library of Congress